# Edificio San Diego Trust and Savings Bank
El Edificio San Diego Trust and Savings Bank  es un edificio histórico ubicado en San Diego, California.  El Edificio San Diego Trust and Savings Bank se encuentra inscrito  en el Registro Nacional de Lugares Históricos desde el 17 de diciembre de 1999. Johnson, William Templeton, Simpson Construction Company diseñaron el Edificio San Diego Trust and Savings Bank.

## Ubicación
El Edificio San Diego Trust and Savings Bank se encuentra dentro del condado de San Diego en las coordenadas 32°42′57″N 117°09′31″O / 32.715833, -117.158611.